# Clube Desportivo Amiense
Clube Desportivo Amiense é um clube desportivo português fundado a 1 de Agosto de 1954. Por ocasião do 50.º Aniversário da sua fundação, em 2004, recebeu a Medalha de Bons Serviços Desportivos. É o único clube da vila de Amiais de Baixo, pertencente ao concelho de Santarém, no distrito de mesmo nome. Este considera-se herdeiro de outros clubes que, apesar de nunca terem tido estatutos próprios e aprovação.
Disputa competições a nível nacional, como a Taça de Portugal.

## História
Durante a década de 80 o Amiense não obteve nenhum título distrital, mas organizou diversos espectáculos de âmbito recreativo e cultural, em recintos alugados ou emprestados. Desde 1985, com a cobertura do Pavilhão, Gimnodesportivo, estes eventos, bem como os espectáculos das Festas, passaram a ser realizados neste local. Em 1990, o clube passou a instituição de utilidade pública. No início da década de 1990, o clube concluiu o Pavilhão Gimnodesportivo.  
No basquetebol, foi campeão distrital da Associação de Basquetebol de Santarém, em Iniciados Femininos, em 1998/99 e 99/2000.
Em 2002, foi realizado o arrelvamento do Campo da Azenham, além de uma remodelação da rede eléctrica com novos equipamentos em 2002/2003, e a construção de dois balneários, rouparia e da Bancada Norte. Após o arrelvamento, porém, no dia 14 de Setembro de 2003, houve um grande incêndio, que baqueou o relvado, duas viaturas, garagem da carrinha, sistema eléctrico e muitos outros equipamentos. 
Em 2004, o C. D. Amiese comemorou o seu 50.º, onde lhe foi atribuído pelo Governo da República Portuguesa, uma medalha de Mérito Desportivo e de Bons Serviços. Na época 2005/2006 o Amiense encontrou-se a disputar as seguintes competições a nível Nacional: Campeonato Nacional da III Divisão, série D e Campeonato Nacional da III Divisão, série C. Tendo sido conseguidos durante a época de 2005/2006, os seguintes títulos: Futebol no escalão de Sénior – Vencedor supertaça da A.F.S., Futebol no escalão de Infantis – Campeão distrital da A.F.S., Basquetebol no escalão de Cadetes – Campeão distrital da A.B.S.
Em 2006/2007 foram Campeões Distritais de Juniores da 2.ª divisão.  
Em 2012/2013, os Seniores do Clube Desportivo Amiense foram campeões da Taça do Ribatejo, onde bateram o Atlético Ouriense, jogo decidido nas grandes penalidades. 
Em 2016/2017, os Juniores do Clube Desportivo Amiense foram campeões da A.F.S. 